# Stadion im. Alfreda Smoczyka
Lo Stadion im. Alfreda Smoczyka è uno stadio polacco della città polacca Leszno di proprietà dello stato.